# Vega de Villar
Vega de Villar ist ein Weiler in der Gemeinde Vegadeo der autonomen Region Asturien in Spanien.

## Geographie
Vega de Villar liegt nahe dem Rio Montouto, einem Nebenfluss des Rio Eo und hat 45 Einwohner (2011) auf einer Fläche von 19,17 km². Die nächste größere Ortschaft ist Vegadeo, der 3,5 km entfernte Hauptort der gleichnamigen Gemeinde. Das Dorf gehört zu dem Parroquia Piantón.

## Verkehrsanbindung
- über die AS-11 mit direkter Abfahrt

## Klima
Angenehm milde Sommer mit ebenfalls milden, selten strengen Wintern. In den Hochlagen können die Winter durchaus streng werden.

## Sehenswertes
- Reserva Natural Parcial de la Ría del Eo (Naturpark)